# Морев, Игорь Анатольевич
Игорь Анатольевич Морев (1966, Кулебаки — 1995, Грозный) — Герой России (посмертно). Гвардии капитан, командир минометной батареи. Родился в городе Кулебаки, погиб в бою в г. Грозный. Останки перевезены в г. Кулебаки, похоронен на городском кладбище.

## Биография
Родился 9 октября 1966 года в городе Кулебаки Нижегородской области в семье из трёх детей (сестра Лариса и брат Сергей). Отец — Анатолий Михайлович. Мать — Валентина Петровна.
Учился в школе № 6, занимался спортом и выполнил 1-й разряд по самбо.
Работал слесарем-сборщиком на радиозаводе. 
Детская мечта стать военным переросла в призвание, и он успешно окончил Тбилисское высшее артиллерийское командное училище.
В 1989 году служил в Германии.
После службы в Германии был отправлен для дальнейшего прохождения службы в город Юрга Кемеровской области, а оттуда откомандирован в Чечню.
В 1995 году при выполнении боевого задания был убит. Посмертно присвоено звание Героя России. Только через семь лет останки его были идентифицированы и доставлены домой, где были захоронены со всеми почестями, достойными героя.

## Описание подвига
Во время боёв в Грозном батарея Морева принимала участие в штурме библиотеки. В ходе штурма Морев руководил действиями своего подразделения, при этом лично уничтожил девять огневых точек и машину с боевиками. В момент поражения машины он получил множественные ранения от выстрела из гранатомета, но, тем не менее, не оставил командования до тех пор, пока не потерял сознание. Позже, в госпитале, Морев от полученных ранений скончался. Действия Морева обеспечили выполнение боевой задачи и мотострелкового батальона, и бригады в целом.

## Награды
- Герой Российской Федерации (посмертно)

## Увековечивание памяти
- В родной школе Игоря Морева в его честь имеется аллея, сквер, у входа в который установлена мемориальная доска, а в самом сквере на памятной доске высечены слова: «Он жить хотел, детей растить…»[3].
- 19 июля 2002 года на мемориале в честь воинов-интернационалистов было увековечено имя Игоря Морева.